# سپتامبر ۲۰۱۰
سپتامبر ۲۰۱۰ یکی از ماه‌های ۲۰۱۰ (میلادی) است.

## ۱ سپتامبر۲۰۱۰
- پرونده موسس ویکی لیکس بازگشایی شد

یک دادستان ارشد سوئدی دستور بازگشایی پرونده‌ای که در آن جولین آسانژ، موسس ویکی لیکس، با اتهام تجاوز روبروست را داده‌است. ماریان نای رئیس دادستانی سوئد گفت «دلایلی وجود دارد که نشان دهد جرمی روی داده» و این جرم به عنوان تجاوز طبقه بندی شده‌است. دادستان‌ها هفته گذشته حکم جلب آقای آسانژ را لغو کردند و گفتند که دیگر به او مظنون نیستند. آقای آسانژ هرگونه تخلفی را رد می‌کند و می‌گوید که این اتهامات «بی اساس» است. تصمیم برای بازگشایی پرونده پس از تقاضای تجدید نظر یک زن سوئدی که می‌گوید آقای آسانژ به او تجاوز کرده اتخاذ می‌شود.بی بی سی فارسی
- شکست تیم ملی بسکتبال ایران در برابر قهرمان المپیک

تیم ملی بسکتبال ایران امروز از سری مسابقه‌های جام جهانی بسکتبال ۲۰۱۰ در ترکیه به مصاف تیم ملی بسکتبال آمریکا رفت که با نتیجه ۸۸ بر ۵۱ مغلوب قهرمان المپیک شد حامد حدادی در این بازی ۱۹ امتیاز کسب کرد که از این لحاظ امتیازآورترین بازیکن زمین لقب گرفت. در بازی دیگری از این گروه اسلونی موفق به شکست برزیل شد و با برد اسلونی شانس ایران برای صعود به مرحله بعد از بین رفت. سایت رسمی جام جهانی
- تنش‌ها در کرانه غربی پس از کشته شدن چهار یهودی افزایش یافت

ارتش اسرائیل به دنبال کشته شدن چهار شهرک نشین یهودی به ضرب گلوله در نزدیکی شهر الخلیل، بخش‌هایی از کرانه غربی رود اردن را محاصره کرده و تشکیلات خودگردان فلسطینی نیز بیش از صد حامی گروه حماس را بازداشت کرده‌است.گفته شده که حمله روز گذشته (۳۱ اوت)، که شاخه نظامی گروه فلسطینی حماس مسئولیت آن را برعهده گرفته، به از سر گیری گفتگوهای صلح رو در رو میان دو طرف اسرائیلی و فلسطینی آسیب زده‌است. گفتگوهای مذکور قرار است از فردا (۲ سپتامبر)، در واشنگتن آغاز شود.بی بی سی فارسی
- هشدار بلر در مورد احتمال مواجهه نظامی با ایران

## ۲ سپتامبر۲۰۱۰
- «تیراندازی به سوی منزل مهدی کروبی؛ مهاجمان در ورودی به خانه را به آتش کشیدند»

حسین کروبی، فرزند مهدی کروبی، شامگاه چهارشنبه در مصاحبه با رادیو فردا از ادامه محاصره خانواده کروبی خبر داد و گفت مهاجمان با تیراندازی به سوی خانه،  وردی به مجتمع را به آتش کشیده و در پی هجوم به داخل خانه بودند که با مقاومت محافظان روبرو شدند.رادیو فردا
- باخت تیم ملی بسکتبال ایران در برابر اسلونی

تیم ملی بسکتبال ایران در آخرین بازی خود از سری رقابت های جام جهانی بسکتبال ۲۰۱۰ با نتیجه 65 بر 60 مغلوب این تیم شد در این بازی حامد حدادی با 15 امتیاز ٬ امتیازآورترین بازیکن ایران بود.
- دولت مصر سفر منوچهر متکی را به قاهره لغو کرد

گزارش رسانه های مصر، وزارت خارجه این کشور سفرمنوچهر متكی، وزير خارجه جمهوری اسلامی را به قاهره لغو کرد. وزارت خارجه مصر با احضارکاردار ايران در قاهره به سخنان متکی که رهبران عرب حامی مذاکرات فلسطینی ها و اسرائیل را «خائن» توصیف کرده بود، اعتراض کرده است. رسانه های ایران چندی پیش خبر داده بودند که قرار است منوچهر متکی برای شرکت در جلسه سه جانبه ایران، کوبا و مصر، بعنوان کشورهای غیر متعهد، روز دوشنبه به قاهره برود.رایدو فردا بی بی سی فارسی
- حمله به منزل کروبی، بازجویی خیابانی از رهنورد